# Chess Ultra
Chess Ultra — шахова відеогра, розроблена та випущена компанією Ripstone для PlayStation 4, Windows і Xbox One у червні 2017 року. Порт для Nintendo Switch був випущений через кілька місяців. Це друга шахова гра від Ripstone після Pure Chess (2012). Chess Ultra — це перша власна гра, розроблена Ripstone.

## Геймплей
У грі є чотири різні графічні локації (камінна кімната, вітальня, музей, темна печера) і чотири набори шахових фігур. У навчальному режимі є базові уроки для початківців, 80 задач на мат для просунутих гравців, а для найдосвідченіших гравців є режим, у якому гравець має відтворити історичні партії, виконавши завершальні ходи. Багатокористувацька гра підтримує локальну або онлайн-гру. Багатокористувацька мережева гра підтримує кросплатформну гру (за винятком версії для PS4). У портативному режимі у версії Switch можна грати в локальну багатокористувацьку гру, поклавши консоль на стіл, щоб імітувати шахівницю. ШІ комп'ютера має десять рівнів складності. Гра обчислює рейтинг Ело гравця під час гри проти ШІ або інших гравців онлайн. У версії PlayStation 4 є режим PlayStation VR.

## Рецензії
| Видання               | Оцінка          |
| --------------------- | --------------- |
| Nintendo Life         | 8/10 (Switch)   |
| Nintendo World Report | 8.5/10 (Switch) |

Chess Ultra отримав загалом позитивні відгуки критиків. Windows Central сподобалися навчальні посібники та кросплатформна багатокористувацька гра, але не сподобалася система пошуку партнерів. Digitally Downloaded вважає, що ця гра є кращою від Pure Chess з усіх боків. Їм також сподобався настільний режим у версії Switch. У Nintendo Life заявили, що гра є «[…] відшліфованою та добре побудованою назвою. Йому не вистачає справжньої досконалості через особливості контролера в локальній багатокористувацькій грі та кілька відсутніх зручностей в онлайн-грі, таких як система сповіщень або засоби для більш прямого спілкування». Nintendo World Report сподобалося, наскільки доступна гра, і назвала її «видатною». PlanetSwitch.de сказав, що, попри деякі технічні невідповідності, це чудові шахи для подорожей.